# Реддинг (Коннектикут)
Реддинг (англ. Redding) — город в округе Фэрфилд штата Коннектикут, США. По результатам переписи 2000 года население города составляло 8270 человек.

## История
Согласно записям округа Фэрфилд и штата со времени образования Реддинга, первоначальное название города было Рединг (англ. Reading) как у города в Беркшире, Англия. Но в 1767 году вскоре после слияния, название было изменено на его нынешнее написание Реддинг (Redding). В результате путаница продолжалась до середины 1880-х гг., когда почта США утвердила официальное название. Первый земельный надел был предоставлен Cyprian Nichols в 1687 году и ещё 2 вскоре по окончании данного столетия.